# Lori Mattix
Lori Mattix, née le 29 novembre 1958, parfois connue sous le nom de Lori Maddox ou Lori Lightning, est une ancienne mannequin enfant américaine et groupie adolescente des années 1970. 
Dans une interview de 2015 au magazine Thrillist (en) elle affirme avoir eu mineure des relations sexuelles avec David Bowie, Jimmy Page et Mick Jagger, ceux-ci alors dans leur vingtaine. Son expérience est devenue un point de discussion notable dans le mouvement MeToo

## Biographie
À l'âge de 13 ans, alors que son père de Lori est mort et que sa mère tient un restaurant, Lori commence à fréquenter les clubs de Sunset Strip à Los Angeles avec son amie Sable Starr,,, mentant sur leur âge réel. On les appelle les « baby-groupies ».
En juin 1972, Led Zeppelin est à Los Angeles pour une tournée nord-américaine : débute une liaison entre elle et le guitariste Jimmy Page,,. Selon Rolling Stone, Jimmy Page s'efforce de garder leur relation secrète de peur d'être inculpé de viol : le manager du groupe Peter Grant fait garder l'adolescente dans une chambre d'hôtel fermée à clé et conservée pendant la tournée américaine du groupe de 1973. Entre deux concerts le guitariste rentre fréquemment à Los Angeles en avion privé pour la voir,. Mais en 1976 Page débute une relation avec une autre groupie, Bebe Buell, et elle ou lui mettent fin à leur liaison. 
Selon les biographes de Led Zeppelin,, c'est Lori Mattix qui est mentionnée dans la chanson Sick Again :
« One day soon you're gonna reach sixteen

Painted lady in the city of lies. »
Selon ses dires en 2015, Lori Mattix et Sable Star auraient aussi rencontré David Bowie (de onze ans son aîné) lors d'une tournée aux États-Unis fin 1972. Cinq mois plus tard en mars 1973, la veille d'un concert de Bowie au Long Beach Arena, les deux adolescentes auraient eu ensemble une relation sexuelle avec le chanteur dans sa suite d'hôtel, après que son garde du corps est venu les chercher. Alors qu'elle a plusieurs fois déclaré que le guitariste de Led Zeppelin avait été son premier amant,, elle affirme alors : « [Bowie] à m'a dépucelée. Cette nuit-là, j'ai perdu ma virginité et j'ai eu mon premier plan à trois. ». Elle nuance l'anecdote auprès du journaliste musical Paul Trynka, affirmant cette fois que les deux adolescentes se sont introduites à l'improviste dans la chambre d'hôtel où Bowie séjournait, qu'elles l'ont trouvé fatigué et initialement réticent à avoir des relations sexuelles avec elles. Sable Starr donne quant à elle un compte rendu différent de la soirée, affirmant qu'elle seule avait fait l'amour avec l'artiste, son amie n'étant alors plus présente. Dans ses mémoires I'm with the Band, une autre groupie,  Pamela Des Barres, confirme cependant que Lori Mattix était déjà en couple avec Jimmy Page depuis plusieurs mois avant cette soirée,,.
Lori Mattix a aussi prétendu avoir eu des relations sexuelles avec Mick Jagger quand elle avait 17 ans (la véracité du fait est contestée), Jeff Beck, Ronnie Wood, Mickey Finn de T. Rex, Angela Bowie, Keith Emerson, Carl Palmer et Jimmy Bain.
Depuis novembre 2015, elle est partenaire et acheteuse de la boutique Glam à West Hollywood.

## Impact culturel
Dans les années 1970, elles sont des idoles pour de nombreuses adolescentes : celles qui sont parvenues à fréquenter les stars.
Après la publication de son interview où elle détaille ces liaisons réelles ou présumées avec Bowie et Page, son cas devient un important sujet de débat sur les réseaux sociaux, à l'heure et à la lumière du mouvement MeToo.
Elle-même admet que le mouvement projette une lumière différente aujourd'hui sur des relations qu'elle ne percevait pas alors comme une exploitation non consentie, et qu'elle ne regrette pas. Cependant, dit-elle, « je ne pense pas que des filles mineures devraient coucher avec des hommes... Je ne souhaiterais ça à l'enfant de personne. Ma vision change au fur et à mesure que je prends de l'âge et que je deviens cynique ».
A travers son histoire des commentateurs mettent en évidence les différences entre les attitudes sociales dans les années 1970 concernant l'exploitation sexuelle des mineurs, en particulier concernant les personnes en position de pouvoir, par rapport aux valeurs sociologiques actuelles. Rebecca Hains, une experte en culture médiatique pour enfants considère le problème comme un symptôme du sexisme dans l'industrie de la musique, arguant que c'est un « triste commentaire sur notre culture que la masculinité moderne peut être si légitime, si toxique, que nous nous retrouvons à plusieurs reprises à en même temps aimer l'artiste et détester l'homme pour ce qu'il a fait à des femmes ou à des enfants ». Le journaliste Stereo Williams estime que le laxisme de l'attention sociale envers de tels agissements était endémique à l'époque — considéré comme indigne de préoccupation dans les années 1970 et avant — mais incompatible avec une époque moderne où la société se concentre davantage sur « la protection des victimes et la responsabilité des célébrités ».